# Woudenberg
Woudenberg – gmina w Holandii, w prowincji Utrecht.